# Ray Bauduc
Ray Bauduc (18. juni 1906 i New Orleans, Louisiana – 1988 i Texas) var en amerikansk jazztrommeslager.
Bauduc er bedst kendt for sit virke i The Bob Crosby Orchestra (1935-1942). Han skrev sammen med bassisten Bob Haggart det store hit "Big Noise From Winetka" (1938) , som er en bas/tromme showcase. Bauduc spiller i dixieland- og swingstilarterne og var inspireret af Baby Dodds. 
Han spillede senere i sit liv også i bebop-ensembler.